# Chernovite-(Y)
La chernovite-(Y) è un minerale.